# Condado de Culberson
O Condado de Culberson é um dos 254 condados do estado norte-americano do Texas. A sede do condado é Van Horn, e sua maior cidade é Van Horn.
O condado possui uma área de 9 875 km² (dos quais 1 km² estão cobertos por água), uma população de 2 975 habitantes, e uma densidade populacional de 0,3 hab/km² (segundo o censo nacional de 2000).
O condado foi criado em 1911.
Neste condado fica o Pico Guadalupe, a montanha mais alta do Texas.